# 王沈 (南朝)
王沈（?—?），字彦流，祖籍东海郡（治今山东郯城），南朝宋、南朝齐时人。
王沈历任钱塘县（今浙江省杭州市）、山阴县（今浙江省绍兴市）、秣陵县（今江苏省南京市江宁区）县令，南平郡、长沙郡太守。为官清廉谨慎，越当官家里越贫困。死后没有宅第停尸，故吏为他置办棺柩。